# Simanaere
Simanaere is een bestuurslaag in het regentschap Gunungsitoli van de provincie Noord-Sumatra, Indonesië. Simanaere telt 868 inwoners (volkstelling 2010).